# The Rugby Championship
Le Rugby Championship est une compétition internationale de rugby à XV organisée par la SANZAAR qui met aux prises chaque année depuis 1996 les équipes nationales d'Australie, de Nouvelle-Zélande et d'Afrique du Sud sous le nom de Tri-Nations. Depuis l'édition 2012, vu ses performances en Coupes du monde 2007 et 2011, l'Argentine y est admise. L'appellation Four Nations ayant déjà été déposée pour le tournoi analogue de rugby à XIII, c'est l'appellation Rugby Championship qui a été retenue pour ce format étendu de la compétition.
Tous les ans, ce tournoi à quatre se dispute en trois confrontations aller-retour pour chaque équipe (soit six matches par équipe), entre août et octobre, sauf les années de Coupe du monde où les matches retour ne sont pas joués.
C'est la Nouvelle-Zélande qui a remporté le plus souvent la compétition avec dix-neuf victoires (onze Tri-nations et huit Rugby Championship). Ce dernier est  aujourd'hui, selon la plupart des observateurs, considéré comme l'une des plus difficiles compétitions internationales de rugby.

## Histoire

### Les fondations
L'Australie et la Nouvelle-Zélande se rencontrent pour la première fois en 1903. L'Afrique du Sud organise une tournée en Nouvelle-Zélande en 1921 et reçoit l'Australie en 1933. Il n'y a pas jusqu'alors de compétition officielle contrairement au Home Nations (devenu Tournoi des Six Nations) organisé dans l'hémisphère Nord. Depuis des années, les nations australes s'impatientent d'avoir une compétition telle que le Tournoi des Six Nations. Les trois nations se rencontrent de manière irrégulière, excepté l'Australie et Nouvelle-Zélande qui se rencontrent souvent pour la Bledisloe Cup. La naissance de la Coupe du monde de rugby à XV en 1987 est une étape vers le Tri-nations même si l'Afrique du Sud ne peut y participer jusqu'en 1995 du fait de l'apartheid. Avec l'arrivée du professionnalisme, les trois nations cofondent la SANZAR qui organise le Tri-nations et aussi le Super Rugby au niveau des clubs et des provinces.

### Du Tri-nations au Rugby Championship
À la suite des bons résultats de l'équipe d'Argentine (avec notamment une troisième place à la Coupe du monde 2007 et un quart de finale à celle de 2011), la sélection argentine intègre cette compétition en 2012.
La compétition est alors renommée The Rugby Championship. Le 29 septembre 2012, les All Blacks battent très largement 54 à 15 les Argentins lors de la cinquième journée du Rugby Championship 2012, marquant sept essais contre deux aux Pumas. Les Néo-Zélandais ne peuvent plus être rejoints en tête du classement et remportent donc la première édition du Rugby Championship avant la fin de la compétition.
En 2016, l'Argentine intègre définitement la compétition et la SANZAR qui devient alors la SANZAAR.
| Nations                  | Afrique du Sud                                      | Argentine                                                     | Australie                                     | Nouvelle-Zélande                             |
| ------------------------ | --------------------------------------------------- | ------------------------------------------------------------- | --------------------------------------------- | -------------------------------------------- |
| Couleurs traditionnelles | maillot vert et or, short blanc, chaussettes vertes | maillot bleu ciel et blanc, short blanc, chaussettes blanches | maillot jaune, short vert, chaussettes vertes | maillot noir, short noir, chaussettes noires |
| Emblème                  | le Springbok et la Protéa                           | le Jaguar                                                     | le Wallaby                                    | la Fougère argentée                          |
| Hymne                    | Nkosi Sikelel'iAfrika/Die Stem                      | Himno Nacional Argentino                                      | Advance Australia Fair                        | God Defend New Zealand                       |

### Identité visuelle

Évolution du logo
Logo original du Tri-nations.
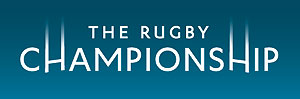
Logo du Rugby Championship depuis 2011.
Logo de l'édition 2020 du Tri-nations.

## Format

### Déroulement
La compétition se déroule sous la forme d'un championnat. De 1996 à 2005, les équipes se rencontrent en matches aller-retour (quatre matches par équipe). Depuis 2006, les trois nations se rencontrent trois fois (six matches par équipe), excepté les années de Coupe du monde (quatre matches). À partir de 2012 et l'arrivée de l'Argentine les quatre nations se rencontrent en matches aller-retour. Les matches entre les Australiens et les Néo-Zélandais dans le cadre de cette compétition déterminent également le vainqueur de la Bledisloe Cup, compétition historique disputée depuis 1931 entre ces deux pays (annuelle depuis 1982).
En 2020, la compétition est organisée dans une format exceptionnel en raison de la pandémie de Covid-19. Elle se déroule exclusivement en Australie et sans l'équipe d'Afrique du Sud.

### Décompte des points
Les nations gagnent 4 points pour une victoire, 2 points pour un nul et aucun pour une défaite. Des points de bonus sont également attribués : un point supplémentaire pour une équipe qui gagne en marquant trois essais de plus que son adversaire lors d'un match et un point de bonus pour une équipe qui perd par sept points d'écart ou moins. En cas d'égalité, le nombre de matchs gagnés permet de départager les équipes. Si l'égalité persiste, par le nombre de victoires contre les équipes ayant le même nombre de points. Puis, si elle persiste toujours, par la différence générale entre les points marqués et les points encaissés, puis éventuellement par la différence de points entre les équipes à égalité. En dernier ressort, on prend en compte le nombre total d'essais marqués. Si aucun de ces critères ne permet de départager les équipes, la position au classement reste partagée par les équipes concernées.

## Palmarès

### Nombre de victoires
- Nouvelle-Zélande : dix-neuf, dont huit fois en remportant tous les matches (1996, 1997 et 2003, quatre matches ; 2010, 2012, 2013, 2016 et 2017, six matches) et une fois en remportant tous les bonus offensifs (soit 30 points, en 2016)
- Australie : quatre, dont une fois en remportant tous les matches (2015, trois matches pour cause de Coupe du monde)
- Afrique du Sud : cinq, dont une fois en remportant tous les matches (1998 : quatre matches)

### 1996-2011: le Tri-nations
Ce tableau récapitule les résultats avec le nombre de matches effectivement joués par édition. De six jusqu'à 2005, il passe à neuf, sauf les années de Coupe du monde (2007 et 2011).
| Rang | Année | Nombre de matches | Vainqueur        | Deuxième         | Troisième        |
| ---- | ----- | ----------------- | ---------------- | ---------------- | ---------------- |
| 1    | 1996  | 6                 | Nouvelle-Zélande | Afrique du Sud   | Australie        |
| 2    | 1997  | 6                 | Nouvelle-Zélande | Afrique du Sud   | Australie        |
| 3    | 1998  | 6                 | Afrique du Sud   | Australie        | Nouvelle-Zélande |
| 4    | 1999  | 6                 | Nouvelle-Zélande | Australie        | Afrique du Sud   |
| 5    | 2000  | 6                 | Australie        | Nouvelle-Zélande | Afrique du Sud   |
| 6    | 2001  | 6                 | Australie        | Nouvelle-Zélande | Afrique du Sud   |
| 7    | 2002  | 6                 | Nouvelle-Zélande | Australie        | Afrique du Sud   |
| 8    | 2003  | 6                 | Nouvelle-Zélande | Australie        | Afrique du Sud   |
| 9    | 2004  | 6                 | Afrique du Sud   | Australie        | Nouvelle-Zélande |
| 10   | 2005  | 6                 | Nouvelle-Zélande | Afrique du Sud   | Australie        |
| 11   | 2006  | 9                 | Nouvelle-Zélande | Australie        | Afrique du Sud   |
| 12   | 2007  | 6                 | Nouvelle-Zélande | Australie        | Afrique du Sud   |
| 13   | 2008  | 9                 | Nouvelle-Zélande | Australie        | Afrique du Sud   |
| 14   | 2009  | 9                 | Afrique du Sud   | Nouvelle-Zélande | Australie        |
| 15   | 2010  | 9                 | Nouvelle-Zélande | Australie        | Afrique du Sud   |
| 16   | 2011  | 6                 | Australie        | Nouvelle-Zélande | Afrique du Sud   |

### Depuis 2012: The Rugby Championship
Comme ci-dessus, il est fait mention du nombre de matches joués qui est seulement de six les années de Coupe du monde.
| Année | Nombre de matches | Vainqueur        | Deuxième         | Troisième        | Quatrième      |
| ----- | ----------------- | ---------------- | ---------------- | ---------------- | -------------- |
| 2012  | 12                | Nouvelle-Zélande | Australie        | Afrique du Sud   | Argentine      |
| 2013  | 12                | Nouvelle-Zélande | Afrique du Sud   | Australie        | Argentine      |
| 2014  | 12                | Nouvelle-Zélande | Afrique du Sud   | Australie        | Argentine      |
| 2015  | 06                | Australie        | Nouvelle-Zélande | Argentine        | Afrique du Sud |
| 2016  | 12                | Nouvelle-Zélande | Australie        | Afrique du Sud   | Argentine      |
| 2017  | 12                | Nouvelle-Zélande | Australie        | Afrique du Sud   | Argentine      |
| 2018  | 12                | Nouvelle-Zélande | Afrique du Sud   | Australie        | Argentine      |
| 2019  | 06                | Afrique du Sud   | Australie        | Nouvelle-Zélande | Argentine      |
| 2020  | 06                | Nouvelle-Zélande | Argentine        | Australie        | —              |
| 2021  | 12                | Nouvelle-Zélande | Australie        | Afrique du Sud   | Argentine      |
| 2022  | 12                | Nouvelle-Zélande | Afrique du Sud   | Australie        | Argentine      |
| 2023  | 06                | Nouvelle-Zélande | Afrique du Sud   | Argentine        | Australie      |
| 2024  | 12                | Afrique du Sud   | Nouvelle-Zélande | Argentine        | Australie      |

## Statistiques et records

### Matches joués par un joueur
Mise à jour au terme de The Rugby Championship 2023
| Rang | Joueur           | Matches |
| ---- | ---------------- | ------- |
| 1    | Richie McCaw     | 58      |
| 1    | Sam Whitelock    | 58      |
| 3    | Eben Etzebeth    | 54      |
| 3    | Bryan Habana     | 54      |
| 3    | Keven Mealamu    | 54      |
| 3    | Kieran Read      | 54      |
| 7    | Tendai Mtawarira | 53      |
| 8    | Beauden Barrett  | 52      |
| 8    | James Slipper    | 52      |
| 10   | Jean de Villiers | 51      |

### Marqueurs de pénalités
Mise à jour au terme du The Rugby Championship 2023
| Rang | Joueur            | Pénalités |
| ---- | ----------------- | --------- |
| 1    | Dan Carter        | 120       |
| 2    | Morné Steyn       | 95        |
| 3    | Andrew Mehrtens   | 82        |
| 4    | Nicolás Sánchez   | 74        |
| 5    | Matt Burke        | 65        |
| 6    | Handré Pollard    | 55        |
| 7    | Matt Giteau       | 49        |
| 8    | Percy Montgomery  | 43        |
| 9    | Bernard Foley     | 41        |
| 10   | Stirling Mortlock | 38        |

### Marqueurs de transformations
Mise à jour au terme du The Rugby Championship 2023
| Rang | Joueur          | Transf. |
| ---- | --------------- | ------- |
| 1    | Beauden Barrett | 80      |
| 2    | Dan Carter      | 76      |
| 3    | Bernard Foley   | 52      |
| 4    | Richie Mo'unga  | 50      |
| 5    | Nicolás Sánchez | 43      |
| 6    | Morné Steyn     | 41      |
| 7    | Matt Giteau     | 39      |
| 8    | Handré Pollard  | 37      |
| 9    | Andrew Mehrtens | 34      |
| 10   | Elton Jantjies  | 31      |

### Marqueurs de drops
Mise à jour au terme du The Rugby Championship 2023
| Rang | Joueur           | Drops |
| ---- | ---------------- | ----- |
| 1    | Morné Steyn      | 6     |
| 2    | Dan Carter       | 4     |
| 2    | Andre Pretorius  | 4     |
| 4    | Berrick Barnes   | 3     |
| 4    | Matt Giteau      | 3     |
| 4    | Andrew Mehrtens  | 3     |
| 4    | Percy Montgomery | 3     |
| 8    | Jannie de Beer   | 2     |
| 8    | Nicolas Sanchez  | 2     |
| 8    | François Steyn   | 2     |

### Marqueurs d'essais
Mise à jour au terme du The Rugby Championship 2023
| Rang | Joueur             | Essais |
| ---- | ------------------ | ------ |
| 1    | Bryan Habana       | 21     |
| 2    | Rieko Ioane        | 18     |
| 2    | Ben Smith          | 18     |
| 4    | Richie McCaw       | 17     |
| 5    | Christian Cullen   | 16     |
| 5    | Beauden Barrett    | 16     |
| 7    | Joe Rokocoko       | 15     |
| 8    | Israel Folau       | 14     |
| 9    | Doug Howlett       | 13     |
| 9    | Adam Ashley-Cooper | 13     |
| 9    | Julian Savea       | 13     |

### Plus grand nombre de points marqués
Mise à jour au terme du The Rugby Championship 2023
| Rang | Joueur           | Pays             | Points | Essais | Transf. | Pén. | Drops |
| ---- | ---------------- | ---------------- | ------ | ------ | ------- | ---- | ----- |
| 1    | Dan Carter       | Nouvelle-Zélande | 554    | 6      | 76      | 120  | 4     |
| 2    | Morné Steyn      | Afrique du Sud   | 390    | 1      | 41      | 95   | 6     |
| 3    | Nicolás Sánchez  | Argentine        | 344    | 6      | 43      | 74   | 2     |
| 4    | Andrew Mehrtens  | Nouvelle-Zélande | 328    | 1      | 34      | 82   | 3     |
| 5    | Beauden Barrett  | Nouvelle-Zélande | 315    | 16     | 80      | 25   | 0     |
| 6    | Matt Burke       | Australie        | 271    | 7      | 19      | 65   | 1     |
| 7    | Matt Giteau      | Australie        | 269    | 7      | 39      | 49   | 3     |
| 8    | Handré Pollard   | Afrique du Sud   | 262    | 4      | 37      | 55   | 1     |
| 9    | Bernard Foley    | Australie        | 252    | 5      | 52      | 41   | 0     |
| 10   | Percy Montgomery | Afrique du Sud   | 210    | 4      | 26      | 43   | 3     |

### Écart le plus important au score
| Points | Vainqueur        | Score | Vaincu         | Lieu          | Date       |
| ------ | ---------------- | ----- | -------------- | ------------- | ---------- |
| 60     | Afrique du Sud   | 73-13 | Argentine      | Soweto        | 17/8/2013  |
| 57     | Nouvelle-Zélande | 57-0  | Afrique du Sud | Auckland      | 16/9/2017  |
| 50     | Nouvelle-Zélande | 53-3  | Argentine      | Hamilton      | 3/9/2022   |
| 49     | Australie        | 49-0  | Afrique du Sud | Brisbane      | 15/7/2006  |
| 45     | Afrique du Sud   | 53-8  | Australie      | Johannesbourg | 30/8/2008  |
| 42     | Nouvelle-Zélande | 57-15 | Afrique du Sud | Durban        | 8/10/2016  |
| 40     | Argentine        | 67-27 | Australie      | Santa Fe      | 7/9/2024   |
| 39     | Afrique du Sud   | 61-22 | Australie      | Pretoria      | 23/8/1997  |
| 39     | Nouvelle-Zélande | 54-15 | Argentine      | La Plata      | 29/9/2012  |
| 39     | Nouvelle-Zélande | 39-0  | Argentine      | Robina        | 12/9/2021  |
| 38     | Nouvelle-Zélande | 43-5  | Australie      | Sydney        | 31/10/2020 |
| 38     | Nouvelle-Zélande | 38-0  | Argentine      | Newcastle     | 28/11/2020 |

### Plus grand nombre de points marqués par une équipe dans un match
| Points | Essais | Vainqueur        | Vaincu         | Lieu     | Date       |
| ------ | ------ | ---------------- | -------------- | -------- | ---------- |
| 73     | 9      | Afrique du Sud   | Argentine      | Soweto   | 17/8/2013  |
| 67     | 9      | Argentine        | Australie      | Santa Fe | 7/9/2024   |
| 61     | 8      | Afrique du Sud   | Australie      | Pretoria | 23/8/1997  |
| 57     | 9      | Nouvelle-Zélande | Afrique du Sud | Durban   | 8/10/2016  |
| 57     | 8      | Nouvelle-Zélande | Australie      | Auckland | 14/8/2021  |
| 57     | 8      | Nouvelle-Zélande | Afrique du Sud | Auckland | 16 /9/2017 |
| 57     | 8      | Nouvelle-Zélande | Argentine      | Hamilton | 10 /9/2016 |
| 55     | 7      | Nouvelle-Zélande | Afrique du Sud | Auckland | 9/8/1997   |
| 54     | 8      | Nouvelle-Zélande | Australie      | Sydney   | 19/8/2017  |
| 54     | 7      | Nouvelle-Zélande | Argentine      | La Plata | 29/9/2012  |
| 54     | 7      | Australie        | Argentine      | Rosario  | 5/10/2013  |

### Plus grand nombre d'essais marqués par une équipe dans un match
| Essais | Vainqueur        | Vaincu         | Lieu          | Date      |
| ------ | ---------------- | -------------- | ------------- | --------- |
| 9      | Nouvelle-Zélande | Afrique du Sud | Durban        | 8/10/2016 |
| 9      | Afrique du Sud   | Argentine      | Soweto        | 17/8/2013 |
| 9      | Argentine        | Australie      | Santa Fe      | 7/9/2024  |
| 8      | Nouvelle-Zélande | Afrique du Sud | Auckland      | 16/9/2017 |
| 8      | Nouvelle-Zélande | Australie      | Sydney        | 19/8/2017 |
| 8      | Nouvelle-Zélande | Argentine      | Hamilton      | 10/9/2016 |
| 8      | Afrique du Sud   | Australie      | Johannesbourg | 30/8/2008 |
| 8      | Afrique du Sud   | Australie      | Pretoria      | 23/8/1997 |
| 7      | Nouvelle-Zélande | Argentine      | Hamilton      | 3/9/2022  |
| 7      | Argentine        | Australie      | San Juan      | 13/8/2022 |
| 7      | Nouvelle-Zélande | Argentine      | La Plata      | 29/9/2012 |
| 7      | Nouvelle-Zélande | Australie      | Melbourne     | 31/7/2010 |
| 7      | Nouvelle-Zélande | Afrique du Sud | Pretoria      | 19/7/2003 |
| 7      | Nouvelle-Zélande | Afrique du Sud | Auckland      | 9/8/1997  |

### Plus grand nombre de spectateurs
| Spectateurs | Lieu                      | Date      | Match                                   |
| ----------- | ------------------------- | --------- | --------------------------------------- |
| 109 874     | Stadium Australia, Sydney | 15/7/2000 | Australie 35 - 39 Nouvelle-Zélande      |
| 107 042     | Stadium Australia, Sydney | 28/8/1999 | Australie 28 - 7 Nouvelle-Zélande       |
| 090 978     | Stadium Australia, Sydney | 1/9/2001  | Australie 29 - 26 Nouvelle-Zélande      |
| 090 119     | MCG, Melbourne            | 26/7/1997 | Australie 18 - 33 Nouvelle-Zélande      |
| 088 791     | Soccer City, Soweto       | 21/8/2010 | Afrique du Sud 22 - 29 Nouvelle-Zélande |
| 088 739     | FNB Stadium, Soweto       | 6/10/2012 | Afrique du Sud 16 - 32 Nouvelle-Zélande |

### Plus grand nombre de points marqués par un joueur dans un match
| Rang | Joueur                            | Points | Match                             | Lieu         | Date             |
| ---- | --------------------------------- | ------ | --------------------------------- | ------------ | ---------------- |
| 1    | Morné Steyn, Afrique du Sud       | 31     | Afrique du Sud - Nouvelle-Zélande | Durban       | 1er août 2009    |
| 1    | Handré Pollard, Afrique du Sud    | 31     | Argentine - Afrique du Sud        | Salta        | 10 août 2019     |
| 3    | Beauden Barrett, Nouvelle-Zélande | 30     | Nouvelle-Zélande - Australie      | Auckland     | 25 août 2018     |
| 4    | Andrew Mehrtens, Nouvelle-Zélande | 29     | Nouvelle-Zélande - Australie      | Auckland     | 23 juillet 1999  |
| 5    | Jannie de Beer, Afrique du Sud    | 26     | Afrique du Sud - Australie        | Pretoria     | 23 août 1997     |
| 6    | Joel Stransky, Afrique du Sud     | 25     | Afrique du Sud - Australie        | Bloemfontein | 3 août 1996      |
| 6    | Carlos Spencer, Nouvelle-Zélande  | 25     | Nouvelle-Zélande - Afrique du Sud | Auckland     | 9 août 1997      |
| 6    | Nicolas Sanchez, Argentine        | 25     | Nouvelle-Zélande - Argentine      | Parramatta   | 14 novembre 2020 |
| 9    | Morné Steyn, Afrique du Sud       | 24     | Afrique du Sud - Australie        | Le Cap       | 8 août 2009      |
| 9    | Matt Burke, Australie             | 24     | Australie - Nouvelle-Zélande      | Melbourne    | 11 juillet 1998  |